# Jerovyané
Jerovyané (en macédonien Жеровјане ; en albanais Zherovjani) est un village du nord-ouest de la Macédoine du Nord, situé dans la municipalité de Bogovinyé. Le village comptait 914 habitants en 2002. Il est majoritairement albanais.

## Démographie
Lors du recensement de 2002, le village comptait :
- Albanais : 907
- Turcs : 4
- Macédoniens : 3